# Amazonas (regiune)
Regiunea Amazonas (în spaniolă Departamento de Amazonas) este o regiune situată în partea de nord a statului Peru, care se află la granița cu statul Ecuador în partea de nord, și cu regiunile Cajamarca la vest, La Libertad în sud, Loreto și San Martín Region în est. Capitala regiunii este orașul Chachapoyas. Codul UBIGEO al regiunii este 01.

## Diviziune teritorială

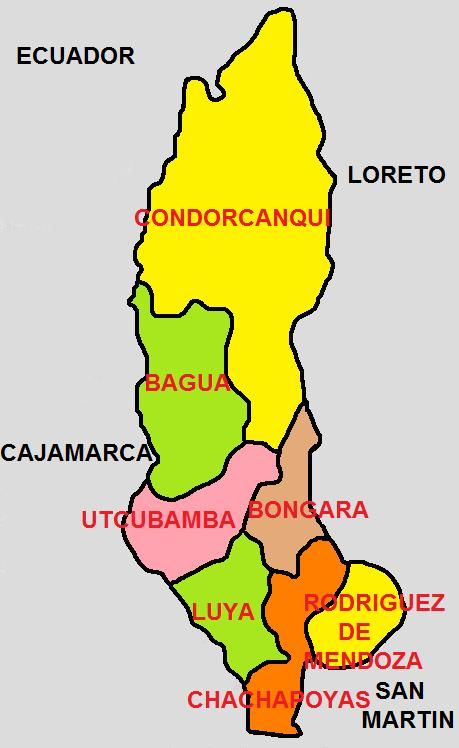
Provinciile din regiunea Amazonas

Regiunea este divizată în 7 provincii (provincias, singular: provincia), compuse din 83 districte (distritos, singular: distrito):
| Provincie            | Capitala            | Districte |
| -------------------- | ------------------- | --------- |
| Bagua                | Bagua               | 5         |
| Bongará              | Jumbilla            | 12        |
| Chachapoyas          | Chachapoyas         | 21        |
| Condorcanqui         | Sta. María de Nieva | 3         |
| Luya                 | Lamud               | 23        |
| Rodríguez de Mendoza | Mendoza             | 12        |
| Utcubamba            | Bagua Grande        | 7         |